# Melinaea purusana
Melinaea purusana är en fjärilsart som beskrevs av Aurivillius 1929. Melinaea purusana ingår i släktet Melinaea och familjen praktfjärilar. Inga underarter finns listade i Catalogue of Life.